# Slaget ved Halmstad
Slaget ved Halmstad, også benævnt slaget ved Fyllebro, var et afgørende slag under skånske krig mellem Sverige og Danmark. Det stod uden for Halmstad den 17. august 1676, da en dansk hær blev besejret. Med sejren afværgedes en dansk trussel mod Göteborg. I stedet kunne svenskerne samle forstærkninger og senere besejre den danske hær i slaget ved Lund. Slaget ved Halmstad blev det sidste slag mellem danskere og svenskere i Halland.

## Baggrund
Under årene 1675–1679 var Sverige involveret i krige på flere fronter: i Nordtyskland mod Brandenburg, i Skåne mod Danmark, i Bohuslän og Jämtland mod norsk-danske styrker og i det sydlige Østersøen mod Danmark og Nederlandene. Efter slaget ved Ølands sydlige odde den 1. juni 1676 mellem en dansk-nederlandsk og en svensk flåde, hvor den svenske flåde var blevet besejret og sat ud af spillet, havde Danmark opnået herredømmet i Østersøen. Derved var det blevet muligt for Danmark at gå i land i Skåne, hvilket skete ved Råå syd for Helsingborg den 29. juni samme år. Danskerne mødte ingen modstand, i stedet retirerede den svenske hær i Skåne under ledelse af Karl 11., først mod Kristianstad og siden videre mod Karlshamn, Småland og Växjö for at afvente forstærkninger.
På samme tid, som den svenske retræte foregik, erobrede danskerne Helsingborg og Landskrona. Norske tropper rykkede ind i Bohuslän og erobrede Uddevalla og Vänersborg, hvor efter Göteborg belejredes i juli. Den danske hovedhær erobrede Kristianstad den 15. august efter hårde kampe. I begyndelsen af august marcherede en dansk trop på 3.000 mand under ledelse af generalmajor Jacob Duncan mod Halmstad. Hensigten var at indtage staden og der efter drage videre for at hjælpe de norske tropper ved Göteborg. Det opstod derved en alvorlig situation for svenskarne, og Karl 11. besluttede at bryde op fra Växjö for at undsætte Göteborg, men fik under marschen anmodning om forstærkninger fra kommandanten i Halmstad og sendte derfor tropperne dertil. Den danske hær fik ordre fra kong Christian 5. om at drage sig tilbage sydpå, men svenskerne havde allerede nået Knäred og indledte en ilmarch mod Laholm for at forhindre danskernes retræte. Tidligt om morgenen den 17. august fortsatte danskerne marchen syd over men forsinkedes af, at de måtte reparere Fyllebroen, som de tidligere havde nedrevet.

## Slaget
Under ledelse af general Rutger von Ascheberg red 300 ryttere direkte mod Halmstad og stødte ved Fylleåen, en halv mil syd for Halmstad, på de danske tropper. Danskerne gjorde en fejlbedømmelse og gik i forsvarsstilling i stedet for at angribe de svenske tropper. Svenskerne fik hurtigt tilført forstærkning af hele kavaleriet og næsten hele infanteriet. Den svenske hærstyrke var derved numerært overlegen danskerne. Danskernes hærfører Duncan troede, da han først så Aschebergs ryttere, at de blot var en strejfstyrke ude på rekognoscering og valgte i stedet for at angribe dem at fortsætte over Fyllebroen. Duncan sendte ikke nogen skvadroner frem for at forhindre den svenske forstærkning, då han ikke indså, at hele den svenske hær var på vej mod ham. Dette kan forklares ved, at en af hans troppestyrker natten før var stødt på en svensk kavaleriafdeling uden at blive opdaget af denne.
Oplysningerne om styrkernes størrelse varierer. Sammensætningen af den danske hær er klar, men den talmæssige størrelse er usikker. Svenske kilder plejer at opgive 4.000 mand, hvilket man plejer at reducere til 3.000. Det sandsynlige antal var nærmere 4.000 og mindst 3.500. Den svenske styrkes sammensætning og størrelse er usikker, men beregnes til 18-20 skvadroner rytteri og dragoner og seks bataljoner fodfolk, hvilket beregnes at give en mængde på 6.000 mand.
De danske tropper stod på samme side af Nissan og Fylleåen som de angribende svenskere i en dårlig position – en dal med to vandløb i ryggen – hvilket gjorde, at slaglinjen ikke kunne udvikles. Fremad forhindredes de af svenskerne, og ved en retræte kunne panik opstå på broen. Det svenske kavaleris vej mod Fylleåen var besværlig og mange heste brækkede benene i den stenede terræn. En time efter kavaleriets ankomst ankom de svenske bataljoner.
Slaget indledtes mellem klokken otte og klokken ni om morgenen. Slagpladsen var sydstranden af Fylleåen. Den var ikke ideel for hverken angribere eller forsvarere, men det svenske kavaleri kunne opstille sig i planlagt slagordning. Den svenske slagordning var konventionel med to kavalerifløje – den højre med kongen selv var noget stærkere end den venstre – og med infanteriet der i mellem, da det var ankommet. Artilleristykker blev stillet op i mindre mellemrum i slagordningen. Den danske slagordning var tilsvarende.
Striden var ovre på knapt en time og indledtes måske med et dansk angreb. Det svenske kavaleris højre fløj vadede over åen og angreb det danske kavaleri i ryggen, hvilket gjorde det muligt for resten af den svenske hær at gå over åen. Den venstre svenske fløj, som var svagere end den højre, fik problemer, men fodfolket rykkede stadig frem. Striden mellem infanteritropperne var hård, men gennem det svenske kavaleris indsats blev danskerne drevet over åen.
Mens det svenske infanteri var i gang med at indtage sin plats i slaglinjen forøgedes den danske artilleriild, og det danske infanteri indledte angrebet. Danske dragoner brød ud af slaglinjen og angreb Skaraborgsbrigaden inden, at denne havde nået at indtage sine pladser, men angrebet blev slået tilbage. Den danske major Hein gennemførte en karakoll og forsøgte at bryde igennem skaraborgernes led, men de nedslog størstedelen af dragonerna. Efter gennembruddet støtte Heins tropper på en skvadron fra Skånska kavaleriregementet. En hård kamp opstod og Hein blev taget til fange. To danske bataljoner, beskyttede af spidsvogne, forårsagede stort besvær for svenskerne, men den svenske garde formåede at tage sig forbi og gennemføre et angreb, hvorved danskerne veg bort. Efter, at de danske ledere var faldet, flygtede deres tropper over Fylleåen efter tapper strid, hvor de udstod 17 skudsalver fra den svenske gardes musköter, og led store tab. Gardets tredje bataljon pressede en dansk bataljon tillbage over åen, hvilket forårsagede panik blandt danskarne.
Endog mellem den svenske højre fløj og den danske venstre fløj var striden hård. Kong Karl, Ascheberg og Dahlbergh red i front for højre fløj, hvorved Ascheberg blev skadet af to skud i armen. Første linje bestod af otte kompagnier fra Livregementet under ledelse af oberst Nils Bielke, samt to af kongens drabantkompagnier. Fløjen gik frem i galop og angreb med blanke våben i fuld karriere ind i fjendens tropper, efter at have affyret pistolerne ("à la française"). Bielke såredes under striden. Efter, at det svenske kavaleri havde slået det danske, tog de sig over Fylleåen og angreb den danske center i ryggen. Panik udbrød og de danske tropper flygtede over åen. Duncan fik ikke bragt en ordnet retræte og samlet tropperne til modstand. Han så sig derfor tvunget til at sende en trompeterer til svenskerne for at meddele, at han var rede til at nedlægge våbnene for at undgå en fortsat nedslagtning, hvilket accepteredes af kong Karl.

## Tab
Det råder uklarhed om de to siders tab. De danske tab var store med næsten 1.000 døde og 2.000 tilfangetagna (1.567 fångar og 469, som overgik til den svenske hær) hvoraf omtrent hundrede officerer, blandt andre den danske hærfører Duncan. Kun 500-600 danskere undkom. På svensk side opgik tabene til blot 200 døde og sårede. Visse kilder angiver de svenska tab til 50 mand, hvilket sandsynligvis er for lavt. De officielle svenske tabstal angiver 185 mand, af hvilke 41 menige og fem officerer døde. Danskerne mistede også faner, standar, ni kanoner og nogle mörsare. Joachim Frederik Lützow var en tysk oberstløjtnant i dansk tjeneste, som ifølge overleveringen alene dræbte 17 svenske soldater, da han forsvarede en bro over Fylleåen. Han ansås så tapper, at svenskerne senere rejste en mindesten med inskriptionen :”Stympad men Kämpande Föll här den tappre Lützow i Fältslaget den 17 aug 1676”.

## Følger
Med 3.000 danskere sat ud af spil svækkedes den danska hær. De svenske tropper og deres ledelse fik forøget deres selvtillid, da det havde vist sig, at danskerne var mindre slagkraftige end forventet. Dette havde stor betydning for de følgende kampe. Karl 11. og de svenske styrker gik efter slaget i forsvarsstilling bag åen Viskan ved Syllinge (Åskloster). Danskerne anså, at risikoen ved et angreb mod svenskernes forsvarsstilling var for stor og trak sig derfor tilbage i vinterkvarter ved Rönne å mellem Helsingborg og Ängelholm. De danske styrker blev på grund af nederlaget forhindrede i at indtage Halmstad og forenes med de norske styrker i Bohuslän. Efter svenske forstærkninger til Göteborg og udeblevet hjælp fra de danske tropper opgav de norske styrker belejringen af Göteborg. Rent militært betød den svenske sejr kun lidt, men den svenske ledelse drog lærdom af erfaringerne ved kommende slag.